# So Lonely (canción de The Police)
«So Lonely» es una canción de la banda de rock The Police, que aparece en su álbum de estudio de 1978 Outlandos d'Amour y lanzada como sencillo en noviembre de 1978 y relanzada en febrero de 1980. Es el único sencillo de The Police que no entró en las listas musicales en su primer lanzamiento, pero llegó al número seis después de la segunda versión. Los otros sencillos del álbum Outlandos d'Amour, «Roxanne» y «Can't Stand Losing You», siguieron con un patrón similar en las listas musicales, llegando a una posición no muy alto en 1978, pero con un gran éxito en la reedición. 
Sting admitió que utilizó como base de la canción a la de Bob Marley «No Woman, No Cry».